# Мазур Тамара Вікторівна
Тамара Вікторівна Мазур (нар. 29 листопада 1982, с. Соколівка, Крижопільський район, Вінницька область) — з 2014 по 2019 заступник Міністра культури України, кандидатка юридичних наук, доцент, адвокат, заслужений юрист України.

## Освіта
У 2006 році закінчила Київський національний університет імені Тараса Шевченка за спеціальністю «Правознавство» (магістр права).
У 2009 році захистила дисертацію на здобуття наукового ступеня кандидата юридичних наук.
У 2012 році присвоєно вчене звання доцента кафедри цивільно-правових дисциплін.
Автор понад 50 наукових публікацій.

## Кар'єра
Липень 2004 - вересень 2006 — юридична практика.
З 2006 - викладачка у вищих навчальних закладах.
2007—2012 — помічниця народного депутата від НУНС Руслана Князевича.
Грудень 2012 — березень 2014 року — помічниця народного депутата від ВО Батьківщина Павла Петренка.
З 29 квітня 2014 — по 4 вересня 2019 — заступниця Міністра культури України.

## Критика
Впродовж своєї каденції у Міністерстві культури України Тамару Мазур критикували шляхом розміщення публікацій на онлайн-ресурсах.
Її звинувачували у санкціонуванні забудови на місці знищеного Сінного ринку у Києві. Разом з тим, правомірність та законність дій Міністерства культури в цій ситуації підтверджена рішенням Окружного адміністративного суду м. Києва. Апеляцій у цій справі не було.